# Донк, Райан
Райан Хенк Донк (нидерл. Ryan Henk Donk; род. 30 марта 1986, Амстердам, Нидерланды) — суринамский и нидерландский футболист, центральный защитник клуба Касымпаша и сборной Суринама.

## Клубная карьера

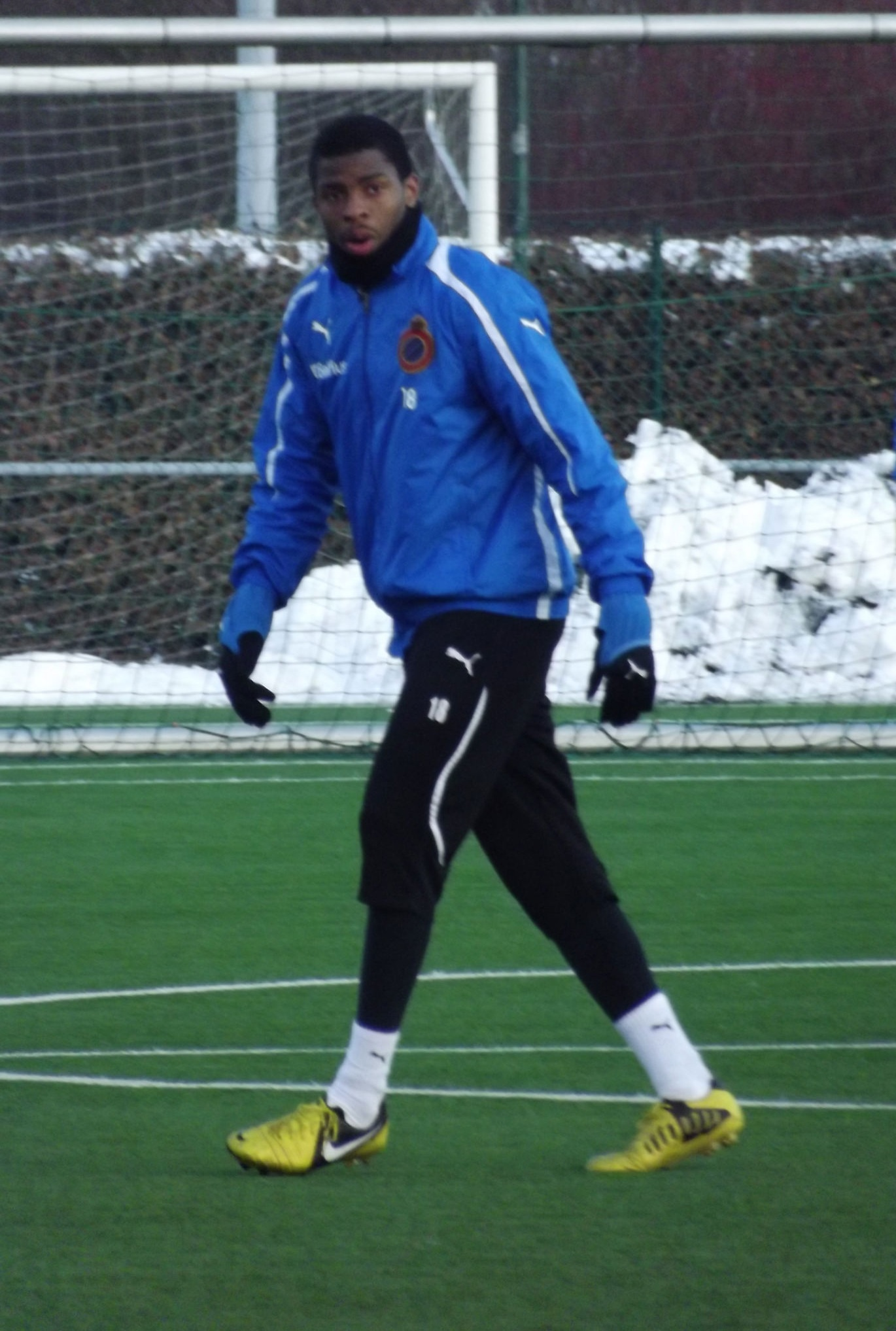
Донк на тренировке «Брюгге»

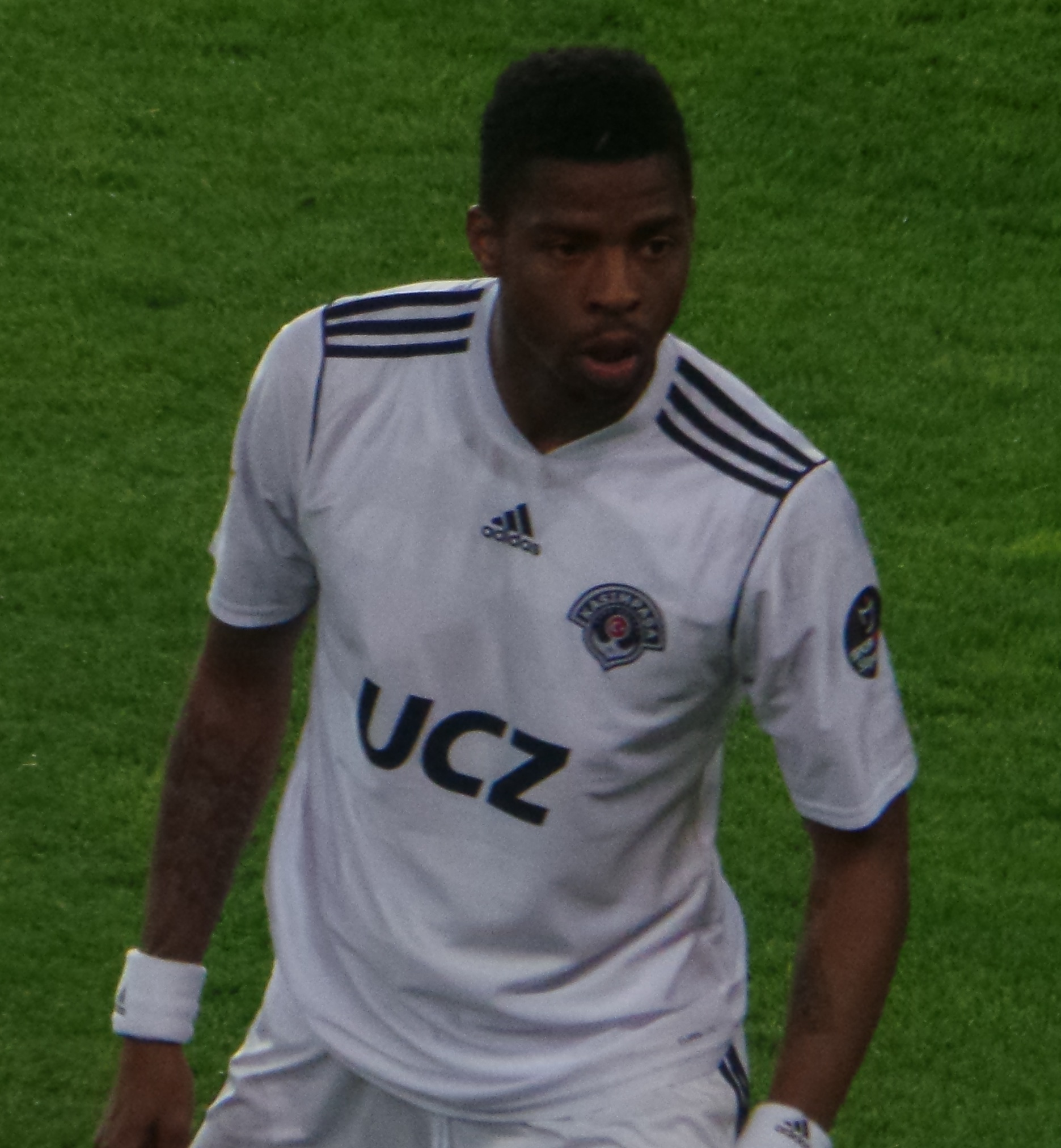
Донк в составе «Касымпаша»

В 2005 году Донк начал свою карьеру в клубе «Валвейк». Райан хотел получать больше игрового времени и играть на более высоком уровне, поэтому по окончании сезона покинул команду. Интерес к защитнику проявляли «Аякс», ПСВ и испанская «Барселона», но всех опередил местный АЗ. Клуб рассматривал Донка в качестве замены, уехавшему в немецкий «Гамбург» Йорису Матейсену. Партнерами по команде Райана стали Данни Куверманс, Шота Арвеладзе и Мусса Дембеле. 13 апреля 2008 года в матче против «Эксельсиора» Райан забил свой первый гол за клуб.
Летом 2008 года Донк на правах годовой аренды перешёл в английский «Вест Бромвич Альбион». 27 сентября 2008 года в матче против «Мидлсбро» он дебютировал в Премьер-лиге.
Летом 2010 года Райан перешёл в бельгийский «Брюгге», подписав четырёхлетний контракт. 2 августа 2009 года в матче против «Шарлеруа» он дебютировал в Жюпиле Лиге. 6 декабря в поединке против «Локерена» Донк забил свой первый гол за новый клуб и помог команде одержать победу.
Летом 2013 года Донк перешёл в турецкий «Касымпаша». 17 августа в матче против «Карабюкспора» дебютировал в турецкой Суперлиге. 16 сентября в поединке против «Фенербахче» Райан забил свой первый гол за клуб. 15 декабря 2013 года на 31-й минуте домашнего матча 15-го тура Турецкой Суперлиги «Касымпаши» против стамбульского «Бешикташа», сорвал атаку гостей, попросту выбросив перед соперником в штрафной второй мяч, который несколькими секундами ранее поймал из-за пределов поля, чем сбил владевшего мячом Угу Алмейду с толку, в результате чего получил жёлтую карточку.
В начале 2016 года Донк перешёл в «Галатасарай», подписав контракт на 1,5 года. Сумма трансфера составила 2,5 млн евро. 16 января в матче против «Сивасспора» он дебютировал за новую команду. 9 января в поединке Кубка Турции против «Каршияка» Райан забил свой первый гол за «Галатасарай». Летом Донк на правах аренды перешёл в испанский «Бетис». В матче против «Севильи» он дебютировал в Ла Лиге, заменив во втором тайме Хоакина. После окончания аренды Райан вернулся в «Галатасарай». В 2018 году он помог клубу выиграть чемпионат. 14 августа 2020 года подписал с клубом новый контракт до конца сезона 2020/21.

## Международная карьера
В 2007 году Донк был вызван в молодёжную сборную Нидерландов для участия в домашнем молодёжном чемпионате Европы. Он принял участие в первых двух поединках против молодёжных команд Израиля и Португалии, после чего покинул расположение национальной команды из-за того, что его сестра попала в аварию. После того, как ей стало лучше, он вернулся в команду. В полуфинале против Англии в конце матча Донк сделал голевую передачу Масео Ригтерсу, который забил гол и перевел поединок в дополнительное время. В серии пенальти точнее были нидерландцы, 13:12, единственным футболистом, не бившим с точки, стал Райан. В финальном поединке Нидерланды разгромили Сербию и выиграли золотые медали.
За сборную Суринама Донк дебютировал 24 марта 2021 года в матче квалификации чемпионата мира 2022 против сборной Каймановых островов, забив гол. Был включён в состав сборной на Золотой кубок КОНКАКАФ 2021.

## Достижения
«Галатасарай»
- Чемпион Турции: 2017/18

Нидерланды (до 21)
- Чемпион Европы среди молодёжных команд: 2007